# Gare de Montbovon
La gare de Montbovon est une gare ferroviaire située dans le village de Montbovon sur le territoire de la commune suisse de Haut-Intyamon, dans le canton de Fribourg.

## Situation ferroviaire
Établie à 796,8 mètres d'altitude, la gare de Montbovon est située aux points kilométriques 22,14 de la ligne de Montreux à Lenk im Simmental et 36,88 de la ligne Palézieux-Bulle-Montbovon.
Elle est dotée de trois voies et de deux quais dont un latéral et un central ainsi que d'une voie menant à un dépôt d'entretien des trains.

## Histoire
Le bâtiment voyageurs de la gare de Montbovon a été construit en 1903 par l'entreprise Ody & Fils selon les plans des architectes Broillet & Wulffleff. La gare a été mise en service en même temps que l'ouverture par les chemins de fer électriques de la Gruyère du tronçon de la Tour-de-Trême à Montbovon de la ligne Palézieux-Bulle-Montbovon le 23 juillet 1903. Le tronçon des Avants à Montbovon de la ligne du MOB est inaugurée quelques mois plus tard, le 10 octobre 1903,.
De par son importante fréquentation et son rôle au carrefour de deux lignes à écartement métrique stratégiques, la gare a été profondément rénovée de 2017 à 2019. Afin de mettre en conformité les infrastructures de la gare à la loi LHand sur l'égalité pour les personnes handicapées, un nouveau passage souterrain a été aménagé sous la gare, menant aux quais via des rampes à pente douce. Les quais ont été rallongés à 214 et 259 mètres, rehaussés et équipés de marquises afin de protéger les voyageurs durant leur attente en gare,. Ces travaux sont estimés à 32 millions de francs suisses, dont 26 millions pour les Transports publics fribourgeois et 6 millions pour le Chemin de fer Montreux Oberland bernois.
Depuis le changement d'horaire de décembre 2022, la S50 circule également en soirée. Dès lors, la ligne de bus de nuit 266 reliant Bulle à Montbovon est supprimée.

## Service des voyageurs

### Accueil
La gare de Montbovon est dotée d'un bâtiment voyageurs ainsi que de distributeurs automatiques de titres de transport sur les quais. La gare est accessible aux personnes à mobilité réduite.

### Desserte
La gare de Montbovon est desservie par les trains du MOB:
- GoldenPass Panoramic entre Montreux et Zweisimmen 9 fois par jour dans chaque sens.
- GoldenPass Belle-époque entre Montreux et Zweisimmen 2 fois par jour dans chaque sens.
- GoldenPass Express entre Montreux et Interlaken 4 fois par jour dans chaque sens.

Elle est également desservie à la cadence horaire par la ligne S50 du RER Fribourg en direction de Palézieux.

### Intermodalité
La gare de Montbovon n'est en correspondance avec aucune autre ligne de transports publics.